# Vai Malandra
"Vai Malandra" é uma canção gravada pelos artistas musicais brasileiros Anitta e Zaac e pelo rapper estadunidense Maejor com a participação especial dos produtores brasileiros Tropkillaz e DJ Yuri Martins. A faixa foi lançada em 18 de dezembro de 2017 como quarto e último single do projeto Checkmate, no qual Anitta lançou um novo single por mês. Seu vídeo musical foi dirigido pelo fotógrafo estadunidense Terry Richardson e gravado no Morro do Vidigal, no Rio de Janeiro; a produção apresenta os artistas em cenários diversos do Vidigal.

## Antecedentes
Em 2010, Anitta foi convidada pelo então produtor da gravadora independente Furacão 2000, Renato Azevedo (conhecido como "Batutinha"), para realizar alguns testes após ele ter visto conhecer um de seus vídeos. Após ser aprovada, ela assinou com a Furacão 2000, uma das maiores produtoras de funk carioca no Brasil. No mesmo ano, ela lançou sua primeira música nas rádios do Rio de Janeiro, o single promocional "Eu Vou Ficar". Em junho de 2012, a empresária Kamilla Fialho, vendo uma apresentação de Anitta no palco, resolveu a empresariar, pagando uma multa de duzentos e vinte e seis mil reais que a gravadora exigia para liberar a cantora. No início de 2013, a cantora popularizou a coreografia "quadradinho" nos grupos de funk. No mesmo ano, devido ao sucesso da música "Meiga e Abusada" no Rio de Janeiro, a cantora assinou um contrato com a gravadora Warner Music. Depois disso, Anitta começou sua carreira como uma estrela pop.
Em 9 de setembro de 2014, Anitta deu seu primeiro passo em direção ao público fora do Brasil ao lançar uma versão em espanhol de "Zen" diretamente na América Latina, trazendo a participação especial do cantor espanhol Rasel e um novo videoclipe. Em 2015 a cantora iniciou o planejamento para uma futura carreira internacional, analisando os rumos da indústria fonográfica e chega a conclusão que a melhor forma de conquistar uma fatia do público estrangeiro seria ingressando pelo mercado latino. Em maio de 2016, Anitta gravou uma versão em inglês de "Bang" especialmente para Midem, um encontro mundial de empresários da indústria musical; a faixa, porém, não foi sido utilizada para nenhum outro fim desde então.
Em agosto de 2017, a cantora foi vista filmando um vídeo musical para uma faixa não especificada na favela do Vidigal, Rio de Janeiro. Posteriormente, a música foi intitulada "Vai Malandra", tento colaboração do Zaac, Maejor, DJ Yuri Martins e Tropkillaz; no entanto, nenhuma data de lançamento foi anunciada naquele momento.
Poucos dias depois, Anitta anunciou um projeto intitulado CheckMate, no qual consistia em lançar uma nova música por mês, tanto em inglês, espanhol ou português, juntamente com o um videoclipe. Ela estreou o projeto com "Will I See You", produzido por Poo Bear, o qual se tornou seu primeiro single em inglês como artista principal. Em outubro, ela lançou o single "Is That for Me", uma colaboração com o DJ sueco Alesso. Para o lançamento de novembro, a cantora gravou "Downtown", uma colaboração com o cantor colombiano J Balvin. Ela anunciou posteriormente que "Vai Malandra" seria o golpe "xeque-mate" e que iria concluir o projeto.

## Gravação e composição
Um rascunho da música foi escrito pelo Zaac e apresentado a Anitta, a qual gostou e decidiu juntar-se à produção. Eles foram ao estúdio do DJ Yuri Martins, em São Paulo, no qual começaram imediatamente a trabalhar na demonstração da música, com Yuri fazendo a batida e o Zaac escrevendo sua parte e mexendo na letra, terminando a primeira versão da composição.  A cantora sugeriu a inclusão de alguns novos elementos como o hip hop e trap, e, em seguida, mandou para o rapper Maejor, o qual foi fazendo algumas partes em Los Angeles, fazendo com que Tropkillaz se juntasse à equipe. De acordo com Anitta, sua decisão de incluir esses novos elementos foi para que o prazo de validade de faixa fosse aumentado. Apesar do seu título em português e ser cantado na mesma língua, a música também apresenta versos de rap em inglês realizados pelo norte-americano. Em relação ao refrão, Zaac contou que o já havia sido criado por ele. "Era uma música que eu estava guardando há muito tempo, mas estava faltando alguma coisa, faltando ela, a cara da música. Entrei em contato e [Anitta] topou. Esse momento, hoje, está sendo um sonho para mim pois ver meu trabalho expandir é maravilhoso, ainda mais com ela".
A cantora afirmou que a faixa significa muito em sua carreira, pois, além de ser considerado por ela o "verdadeiro cheque-mate" do projeto, teve a oportunidade de mostrar suas origens, "um pouco do que eu mesma curtia onde eu morava. O bronze na laje, o baile funk, o mototáxi e a alegria, claro. O clipe é pra cima, cheio de vida. O funk mora em mim e faz parte de quem eu sou. Sou apaixonada por funk, nunca vou fugir. Sempre tive vontade de lançar um funk pesadão. Se tiver uma música boa, eu vou".

## Promoção
Em 17 de dezembro, Anitta apresentou-se no Festival de Verão Salvador, no qual cantou todas as músicas do CheckMate e falou que o lançamento de "Vai Malandra" ocorreria no dia seguinte. No dia do lançamento da canção e do videoclipe, a cantora realizou uma transmissão ao vivo em seu canal no YouTube – a qual teve mais de 100 mil visualizações– com apresentação de Didi Wagner entrevistando os envolvidos no projeto, cenas dos bastidores e contando como havia sido a gravação. O Spotify criou uma campanha de lançamento do hit, que previa impactar que 14,8 milhões de fãs. Com a entrada da música na plataforma, peças publicitárias com o rosto de Anitta foram distribuídas em vários os meios digitais. A campanha foi criada pela agência CUBOCC. Na página do Facebook na plataforma, a imagem de perfil e a cover foram trocadas por imagens da campanha. Na foto de perfil da marca tem a animação 3D da cantora, em que ela balança a cabeça no ritmo do funk.
No dia 21 do mesmo mês, Spotify pôs um ônibus personalizado nas rua da Barra da Tijuca, bairro da Zona Oeste do Rio de Janeiro, para promover o single. No dia seguinte, a música ganhou um outdoor na Penn Station, em Manhattan, Nova Iorque. A publicidade traz uma foto da cantora e a indicação de "new single" para ouvir no Spotify.

## Arte gráfica
A capa oficial do single é um trecho do vídeo musical no qual apresenta Anitta na garupa de uma motocicleta, cuja placa é "ANT 1256". O nome da placa é uma abreviação de seu próprio nome, enquanto o número utilizado é uma referência ao projeto de lei 1256, que tenta criminalizar os bailes funk no Brasil, do qual a cantora é contra e chamou de "absurdo". "O funk mora em mim e faz parte de quem eu sou... Sempre esteve presente nos meus shows e em algumas faixas dos meus álbuns. "Vai malandra" é bem raiz e eu amo isso. Eu continuo a fazer, a gostar e a defender nossa cultura e me orgulho muito disso. Não pretendo deixar, muito pelo contrário".

## Desempenho comercial
Antes de completar suas primeiras 24 horas de lançamento mundial, "Vai Malandra" já entrou nas principais paradas do Spotify, obtendo 1.205.237 execuções. No Brasil, a música substituiu a canção anterior de Anitta, "Downtown", que caiu para 2.º no topo da Top 50, garantindo o posto de primeiro hit nacional a conseguir mais de 1 milhão de plays no Spotify brasileiro em sua estreia. Ainda no ranking das mais ouvidas entre os assinantes brasileiros, a cantora aparece em 19.º com "Sua Cara" e em 31.º com "Is That For Me". Dois dias após lançamento, "Vai malandra" chegou à 18.ª colocação na Top 50 Global, lista das mais tocadas no mundo, emplacando com "Downtown" na 23.ª, tornando Anitta a primeira cantora do país a emplacar duas músicas dentro do Top 50 e a primeira canção em português a entrar no Top 20 global da plataforma de streaming.
A música encontrou-se por um mês no topo do iTunes brasileiro, à frente apenas de "Downtown". A cantora também aparece no Top 15 com "Is That For Me", no Top 20 com "Você Partiu Meu Coração", no Top 50 com "Paradinha". "Vai Malandra" também apareceu no Top 10 do iTunes de Portugal e dentro do Top 200 da Suíça e no #206 no iTunes Global. Em 27 de dezembro, a música entrou no top 10 do ranking Social 50 da Billboard, emplacando na quarta posição. Ela foi a música pop mais tocada das rádios brasileiras na primeira semana de 2018.

## Vídeo musical

### Desenvolvimento e filmagem

Capturas em ecrã de quatro momentos do videoclipe de "Vai Malandra".

O videoclipe foi gravado em 20 de agosto de 2017, dia da Meia Maratona do Rio de Janeiro, o que fez com que a produção tivesse que adiantar a entrada de toda a equipe no Morro do Vidigal, favela pacificada da cidade, para às 5 horas da manhã por conta dos bloqueios das ruas. A direção ficou por conta do estadunidense Terry Richardson. O set de filmagem foi composto por cerca de 120 pessoas entre câmeras, produtores e figurantes, sendo que 60 figurantes selecionados eram moradores da comunidade, e 80% desses são mulheres de lá, pois a cantora dispensou modelos fotográficos.
Ao todo foram quase 30 horas de produção, incluindo as montagens de composição dos cenários, como a piscina que foi construída em cima de um caminhão, que foi completada de água com a ajuda de um caminhão-pipa, e a instalação de sistema soundsystem com caixas de som de mais de 100 kg. A produção também teve que lidar com a chuva durante a noite, que aparecem nas cenas noturnas. "Não estava programada, mas tornou o clipe ainda mais real", comentou Felipe Tadeu, especialista em produção executiva e sócio da Mangaba Produções. Após a publicação de algumas imagens da produção na quais Anitta usava um biquíni feito com fita isolante, o jornal inglês Daily Mail destacou a boa forma da artista e o tamanho do figurino, chamando-a de bombshell.
O videoclipe contou com a participação da modelo albina Goan Fragoso, da cantora Jojo Maronttini e dos modelos exóticos Elthon Charles e Pietro Baltazar – o "Justin Bieber do Vidigal" – ambos da Agência 40 Graus, conhecida por lançar para o mercado internacional rapazes que expressem a beleza típica das periferias brasileiras. O barman Rodrigo Motta, que apenas passava pelo local durante a gravação, foi abordado por Anitta e convidado por participar do vídeo, aparecendo passando óleo na cantora e dançando com ela.

### Conceito e figurinos
O conceito do vídeo é a exploração do baile funk e da cultura presente nas comunidades brasileira. De acordo com a cantora, sua intenção era mostrar a sensualidade e os diversos tipos de beleza das mulheres brasileiras, que foge ao padrão pregado pelas revistas e expande-se para as mulheres com curvas, plus size e de diversas etnias. Os trajes utilizados pela cantora foram inspirados nos que são usado pelas meninas que vivem nas comunidades, incluindo os shorts transpassados um por cima do outro, os biquínis e maios extremamente cavados, as blusas com decotes exagerados e as estampas de animais e cores florescentes, além dos cabelos com dreadlocks. A maioria das roupas utilizadas pela cantora eram encontradas na loja de departamentos da C&A – patrocinadora oficial do projeto CheckMate – sendo que com o lançamento do clipe a cantora passou a ter sua própria linha assinada por ela nas sedes da marca. Esse projeto também foi criado pela agência CUBOCC. A escolha das combinações foram feitas pelos consultores de moda da cantora, que, segundo ela, misturaram as roupas selecionadas com uma nova forma de combiná-las de forma mais conceitual.
Em uma das cenas do vídeo, Anitta aparece enrolada apenas em um biquíni feito com fita isolante, técnica conhecida nas comunidades para conseguir um "bronzeado perfeito". A técnica foi criada pela empresária Erika Bronze, que já aplica há alguns anos em mulheres de toda capital carioca em um centro estético que mantém no Vidigal, no qual as mulheres são enroladas pela fita em forma de biquíni cavado e bronzeiam-se naturalmente na laje do local durante toda a manhã.

### Lançamento e desempenho
Originalmente planejado para ser lançado em setembro, o vídeo acabou sendo adiado após a imprensa internacional divulgar diversas acusações de assédio sexual do diretor em seus trabalhos anteriores, fazendo com que Anitta refletisse que não era o momento para liberar um trabalho que fosse associa-la ao profissional. Apenas no final de novembro a cantora se pronunciou, anunciando que liberaria o videoclipe em respeito aos profissionais envolvidos e ao potencial de sucesso da canção, porém que repudiava qualquer tipo de assédio ou machismo envolvendo o diretor ou qualquer outro caso. Em 14 de dezembro é liberada uma prévia do vídeo.
O vídeo foi lançado no dia 18 de dezembro às 12 horas (horário de Brasília) em todas as plataformas digitais e o videoclipe estreou simultaneamente no canal do Youtube da cantora. Desde o início do mesmo dia, a hashtag #VaiMalandra ocupava a primeira posição nos "Trending Topics" (temas mais citados) mundiais do Twitter. Em 20 minutos após o lançamento, o clipe ultrapassou a marca de 500 mil visualizações. O vídeo atingiu a marca de 8 milhões de visualizações nas primeiras dez horas, batendo assim o recorde brasileiro de maior número de visualizações nas primeiras 24 horas, que até então era de Luan Santana com o vídeo "Check-in", que acumulava 7,7 milhões.
Após o lançamento, o vídeo recebeu mais de 15 milhões de visualizações dentro de 24 horas no YouTube, consolidando o recorde brasileiro de maior número de visualizações em um dia e também o vídeo brasileiro mais rápido para receber 1 milhão de curtidas, quebrando o recorde anterior de "Corpo Sensual", de Pabllo Vittar. Dois dias após a estreia, o clipe acumulou mais de 23,4 milhões de acessos, atingindo a marca de 30 milhões no dia seguinte. No dia 4 de janeiro de 2018, 17 dias desde o lançamento, o clipe ultrapassou 100 milhões de visualizações.

### Recepção
Após o lançamento, o videoclipe foi bem recebido pelo público, o qual elogiou principalmente o fato de as imagens, que mostram em close partes do corpo de Anitta, não terem passado por processo de edição no Photoshop, mostrando suas celulites. O Detran deu os parabéns para a cantora por ela usar capacete nas filmagens, escrevendo no Twitter: "Malandra que é malandra só vai de capacete". O clipe foi bem recebido pelo crítico Mauro Ferreira, do G1, que disse: "Vai malandra parte do Brasil, mais especificamente da cidade do Rio de Janeiro, para o mundo, sem lançar mão dos habituais cartões postais cariocas e sem veicular visão romantizada das comunidades. [...] O clipe exporta a visão de uma comunidade sem maquiagem. É a vida como ela é. Sem filtro. Com corpos à mostra, pois a sexualização cada vez mais precoce de meninas e meninos é fato, é realidade. A recusa do uso do photoshop não se limita às imagens da cantora, honesta ao se permitir mostrar com celulite. A favela de Anitta não tem photoshop. Aparecem lá as construções mal-acabadas, as meninas nas garupas dos mototáxis e, sim, corpos masculinos. Exibidas na laje, as bronzeadas bundas femininas dominam a cena, mas rapazes sarados também enfeitam a paisagem sem retoques do clipe. O que talvez incomode em "Vai malandra" é a exposição de realidade nua e crua em que muitas mulheres permitem a objetificação do próprio corpo – e às vezes com orgulho dessa exposição (atitude personificada pela personagem Carine, vivida pela atriz Carla Diaz no núcleo do morro fictício que agitava a trama da novela A Força do Querer). A malandragem de Anitta é se apropriar dessa realidade, na qual emergiu, para alicerçar carreira que já alcançou picos de visibilidade mundial até então inimagináveis para uma funkeira.
Escrevendo para o Extra, Mônica Raouf El Bayeh elogiou a coragem da cantora por não retocar seu corpo, dizendo: "Anitta, você me representa! Você representa a esperança de que todas as mulheres brasileiras que sofrem na busca de um corpo impossível possam reavaliar e se dar valor. Anitta, cheia de celulite, linda, [...] mostra para a mulherada que a vida é cheia de opção. Que somos mais do que isso. Podemos ir muito além. Que o corpo bom é o que dá prazer", finalizando, "Parabéns, Anitta. Muito mais importante que uma ter ou não celulite é o afeto e a inteligência. Aplaudo de pé. Algumas celebridades, como as atrizes Suzana Pires e Lívia Andrade, elogiaram o vídeo clipe, com a primeira escrevendo: "E que venham mais e mais bundas naturais, livres, verdadeiras, de mulheres autênticas! Viva as buzanfas!",e a segunda: "Diga não a qualquer tipo de preconceito! O funk é a voz de um povo que tira a criatividade da necessidade e da falta de oportunidade. Deixa a molecada ganhar dinheiro em paz, com um som que ganhou o mundo. Aceita, bundão".
Para O Globo, Bernardo Araújo elogiou a fotografia, publicando: "A gravação tem uma elegância e uma esperteza de que só uma artista estabelecida é capaz", mas não aprovou a composição, dizendo que "[ela] em si soa rasteira comparada a hits anteriores da cantora, como "Show das Poderosas" e "Bang". A letra — sim, ela é parte da canção! —, mesmo divertida, não cabe a uma cantora vista como ícone feminista, com bobagens como 'brincando com o bumbum'". Outro ponto criticado foi as partes em inglês: "O rapper Maejor preenche uma cota de rap gringo hoje desnecessária, principalmente para uma diva como Anitta", finalizando: "O clipe que acompanha a música de levada circular (quase circense) tem acertos, como o cenário do Vidigal e os biquínis de fita isolante, mas a sexualização exagerada faz Anitta avançar várias casinhas na escala Nicki Minaj de vulgaridade".
Dom Phillips, do jornal britânico The Guardian, defendeu o clipe. Intitulada "O clipe brasileiro toca no nervo sobre racismo, abuso sexista e desigualdade", a matéria trata sobre os pontos esmiuçados pela cantora no vídeo, dizendo: "O sucesso desencadeou um debate feroz no Brasil, expondo as falhas sociais do país, que lida com questões de desigualdade, racismo, abuso sexista e apropriação cultural [...] Os brasileiros tem sido imperturbáveis quando à imagem altamente sexual usada no clipe, durante o qual Anitta em um momento usa um biquíni feito de fita isolante. Muitos têm visto o uso impetuoso do estilo da favela como uma celebração dessas comunidades marginalizadas e de baixa renda, e observam que Anitta cresceu em um dos bairros mais pobres da cidade". O jornal ainda chamou atenção para o fato de muitos brasileiros terem criticado a cantora por rebolar bastante no clipe, chamando a atenção para a sua bunda. O comportamento, no entanto, é visto como alinhado ao posicionamento que Anitta já vem apresentando em defesa do feminismo e da liberdade da mulher. A pastora Sarah Sheeva criticou o vídeo e a música, dizendo que não era malandra, mas que ela era uma princesa. Disse também que não é uma mulher de expôr o seu corpo para que os homens venham a desejá-la sexualmente, mas mulher de expôr o seu corpo para o homem que a escolher. Anitta rebateu a crítica em um vídeo postado no Instagram, onde pergunta para o seu marido e empresário se ela é malandra ou princesa, no que este responde que é princesa quando tem que ser princesa, e é malandra quando tem que ser malandra.

### Temas e análises
Críticos e acadêmicos fizeram diferentes interpretações do vídeo musical. Victória Damasceno, da revista CartaCapital, notou os protestos presentes no vídeo musical, como a placa da moto "ANT 1256" que trata-se de uma referência ao projeto de lei de criminalização do funk (sendo essa dita referência uma "notícia falsa" uma vez que a sugestão de lei em questão, SUG 17/2017, não apresenta a sequência "1256" em qualquer parte) e a sexualização tanto do corpo feminino, próprio funk ostentação, no qual cantores exibem condomínios de alto padrão, carros de luxo, dinheiro e jóias, como masculino: musculosos de sunga, molhados na piscina e com enquadramentos que privilegiam o formato de seus órgãos sexuais. Em uma forma de subversão, a cantora utiliza estereótipos femininos colocados como negativos para reivindicar o poder sobre o próprio corpo, sendo que o protagonismo do filme é das mulheres do próprio Vidigal e de Anitta, que exigiu o fim de qualquer tratamento de imagem em relação à realidade de seu corpo, deixando à mostra as celulites, estrias e outros aspectos que o olhar (masculino) poderia enxergar como imperfeições. Maria Carolina Maia, da revista Veja, também reconheceu o empoderamento feminino, dizendo que, apesar dos tapinhas dados pelo Zaac em Anitta, é ela quem está no comando sempre, porque ela deixa, ela consente, ela quer, citando como exemplo a parte "Não vou mais parar, você vai aguentar", em que a cantora quase ordena, concluindo que "o posicionamento da mulher como sujeito da ação sexual, aliás, perpassa a obra da cantora, com letras que defendem a liberdade de a mulher fazer o que quer – rebolar, dançar, trair".
O crítico Henrique Araújo, do jornal O Povo, viu o clipe mais como uma crítica social, no caso: O malandro, que é uma espécie de decalque do brasileiro, sobretudo do carioca, o malandro é um drible na norma. É o nexo entre o Carnaval e o Estado. O elo perdido entre nosso iberismo temperado com indianismo e o mundo inflexível do rito europeu, calcado em procedimentos cuja finalidade é traçar uma fronteira exata entre público e privado. Ou entre a casa e a rua, como analisa Roberto DaMatta em Carnavais, malandros e heróis. O malandro é transgressão, portanto. Está para os arquétipos de rigor como Garrincha para os zagueiros. Não à toa, uma das qualidades do futebol nacional reside precisamente na capacidade de ludibriar os adversários, seja de que maneira for. Num esporte britânico marcado pela rigidez das regras e conformado ao espaço de quatro linhas, o brasileiro tropicalizou - mais que isso, devorou, no sentido antropofágico de Oswald de Andrade. Pelé, Romário e Renato Gaúcho (o gol de barriga é exemplo claro de um certo caráter local) são mostras da vitória da criatividade sobre a regra. Aqui, nosso corpo é espírito e vice-versa. A malandra de Anitta, então, é um drible dentro do drible, um desvio no desvio, uma quebra na quebra. Por isso o clipe foi gravado na quebrada do Vidigal, com mulheres de todo tipo, velhas e gordas, magras e peitudas. E homens também, todos com pouca roupa, rebolando ao som de funk, reiterando o clichê gringo de que somos um pouco ainda como povos incivilizados: despidos, sem fé e sem lei, movidos apenas por uma lascívia atávica", finalizando: "Há nessa ética malandra da cantora, porém, um pulo do gato: como na metáfora oswaldiana, Anitta mastiga o bispo Sardinha. Hiperssexualiza não para objetificar, mas para assumir o poder sobre como os outros a olham - não é você que decide o que vê, sou eu que escolho o que mostrar. E ela mostra muito, mas, principalmente, mostra o que quer. Cartão de visitas da música, a bunda com celulite é a tradução disso. Onde querem o veto, a canota oferece o corpo real. É como se dissesse: temos direito a tudo, inclusive a gozar com o clichê estrangeiro. E é aí que a funkeira encontra o sociólogo. Contra todo rigorismo e censura, tanto do machismo quanto do feminismo, ela responde da mesma maneira: na malandragem".
Rodolfo Viana, pesquisador e autor da UFRJ, avaliou em entrevista ao POPline que é interessante como Anitta consegue emular tantos fãs e haters e que nos comentários ver-se o mais claro racismo do brasileiro e tudo que é tipo de preconceito disfarçado de bom gosto. "Quando não gostam do que Anitta faz, fico me perguntando o que realmente estão rejeitando. Parece que não importa o que alguém com a origem da cantora faça, sempre vai ter uma ressalva". Ele questionou também o fato de que se uma diva pop internacional pode ir ao Rio de Janeiro e levar da favela o que quer, por que Anitta não pode fazer isso praticamente dentro de casa?, considerando que a brasileira tem muito mais propriedade para retratar uma comunidade, já que há um destaque na fiação confusa, chuteiras ou sapatos jogados e "coisas que passam despercebidas nas filmagens gringas", sendo que só o olhar de quem tá dentro capta esses detalhes. "Isso não é escondido. Isso aparece, óbvio que é o modelo de favela para exportação". Notou a predominância hegemonia de um tipo de mulher que está a serviço do desejo do homem, quando o sujeito tem praticamente um harém só para ele na laje, mas que também, em takes rápidos, é possível ver pessoas transexual, mulheres mais gordinhas e uma senhorinha. Por fim, ele afirmou que não foi Carmem Miranda a última brasileira a cristalizar imagem do país no exterior, como Anitta costuma dizer, mas foi Gisele Bundchen, e fez ainda um paralelo entre o clipe e uma antiga publicidade de Gisele caminhando ao som de bossa nova nas praias cariocas. "No entanto, Gisele é perfeita demais. Aí Anitta repagina e bagunça esse lugar, caminhando com uma bunda imperfeita. Oh wait. Uma bunda em condições normais de temperatura e pressão, que balança e tem celulites bem à mostra".
A exibição das celulites de Anitta faz uma crítica aos padrões de beleza impostos pelas mídias e que todas as mulheres têm e ela é uma mulher como qualquer outra. A cantora relatou em diversas entrevistas que dispensou retoques na imagem, para mostrar um corpo real, com imperfeições, e que também recusou a contratação de modelos profissionais e usou como figurantes os moradores da comunidade. A intenção dela foi mostrar a realidade como ela é e sua vontade era causar autoestima nas mulheres. "Eu queria que todas entendessem que mesmo a pessoa sendo artista, ela é uma mulher como todas vocês, mulheres! Eu não quis me esconder por trás do Photoshop por causa disso. Quero que o público veja mesmo a realidade".

## Lista de faixas
| Download digital |                |                                     |         |  |
| N.º              | Título         | Compositor(es)                      | Duração |  |
| 1.               | "Vai Malandra" | Larissa Machado Isaac Daniel Maejor | 3:21    |  |

## Créditos
- Isaac Daniel - composição e vocais
- Larissa Machado - composição e vocais
- Maejor - composição e vocais
- Tropkillaz - produção geral
- DJ Yuri Martins - produção geral

## Prêmios e indicações
| Ano  | Prêmio                                | Categoria        | Resultado | Ref.   |
| ---- | ------------------------------------- | ---------------- | --------- | ------ |
| 2018 | MTV Millennial Awards Brasil          | Clipe do Ano     | Indicado  | [ 65 ] |
| 2018 | MTV Millennial Awards Brasil          | Hino do Ano      | Venceu    | [ 65 ] |
| 2018 | Prêmio Multishow de Música Brasileira | Música Chiclete  | Venceu    | [ 66 ] |
| 2018 | Prêmio Multishow de Música Brasileira | Melhor Clipe TVZ | Venceu    | [ 66 ] |